# Kanton Navarrenx
Navarrenx is een voormalig kanton van het Franse departement Pyrénées-Atlantiques. Het kanton maakte deel uit van het arrondissement Oloron-Sainte-Marie. Het werd opgeheven bij decreet van 25 februari 2014, met uitwerking op 22 maart 2015.

## Gemeenten
Het kanton Navarrenx omvatte de volgende gemeenten:
- Angous
- Araujuzon
- Araux
- Audaux
- Bastanès
- Bugnein
- Castetnau-Camblong
- Charre
- Dognen
- Gurs
- Jasses
- Lay-Lamidou
- Lichos
- Méritein
- Nabas
- Navarrenx (hoofdplaats)
- Ogenne-Camptort
- Préchacq-Josbaig
- Préchacq-Navarrenx
- Rivehaute
- Sus
- Susmiou
- Viellenave-de-Navarrenx